# Ingeniería computacional

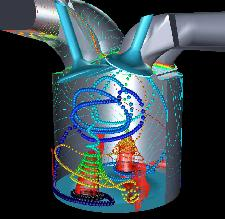
Simulación de un motor experimental.

La ingeniería computacional es una disciplina emergente que se ocupa del desarrollo y la aplicación de modelos computacionales para la ingeniería, conocidos como modelos de ingeniería computacional. En este momento, bajo el término Ingeniería Computacional se resumen varios enfoques diferentes, incluyendo el uso de la geometría computacional y el diseño virtual para tareas de ingeniería, a menudo unido a un enfoque basado en la simulación. En la Ingeniería Computacional, los algoritmos resuelven modelos matemáticos y lógicos que describen retos de ingeniería, a veces unidos a algún aspecto de la IA, específicamente el aprendizaje por refuerzo.
En la ingeniería computacional, el ingeniero o ingeniera codifica sus conocimientos mediante una estructuración lógica. El resultado es un algoritmo, el Modelo de Ingeniería Computacional, que puede producir muchas variantes diferentes de diseños de ingeniería, basándose en requisitos de entrada variados. Los resultados pueden analizarse mediante modelos matemáticos adicionales para crear bucles de realimentación algorítmica.
Simulaciones de comportamientos físicos relevantes para el campo, a menudo acopladas con computación de alto rendimiento, para resolver problemas físicos complejos que surgen en el análisis y diseño de ingeniería (así como fenómenos naturales (ciencia computacional). Por tanto, está relacionada con la ciencia e ingeniería computacionales, que se ha descrito como  el "tercer modo de descubrimiento" (junto a la teoría y la experimentación).
En Ingeniería Computacional, la simulación por ordenador proporciona la capacidad de crear reacciones que serían inaccesibles a la experimentación tradicional o en las que llevar a cabo investigaciones empíricas tradicionales resulta prohibitivamente caro.
La Ingeniería Computacional no debe confundirse ni con la informática pura ni con la ingeniería informática, aunque un amplio dominio de la primera se utiliza en la Ingeniería Computacional (por ejemplo, ciertos algoritmos, estructuras de datos, programación paralela, computación de alto rendimiento) y algunos problemas de la segunda pueden modelarse y resolverse con métodos de Ingeniería Computacional (como área de aplicación).
Suele ofrecerse como programa de máster o doctorado.
En España, la sociedad científica que tiene la ingeniería computacional como objetivo en sus estatutos es la Sociedad Española de Mecánica e Ingeniería Computacionales, SEMNI.

## Métodos
Los métodos y marcos de la ingeniería computacional incluyen:
- Computación de alto rendimiento y técnicas para ganar eficiencia (mediante cambios en la arquitectura de los ordenadores, algoritmos paralelos, etc.)
- Modelización y simulación
- Algoritmos para resolver problemas discretos y continuos Análisis y visualización de datos
- Fundamentos matemáticos: Álgebra lineal numérica y aplicada, problemas de valores iniciales y de contorno, análisis de Fourier, optimización
- Ciencia de datos para desarrollar métodos y algoritmos que permitan manejar y extraer conocimientos a partir de grandes datos científicos

En cuanto a la informática, la programación informática, los algoritmos y la computación paralela desempeñan un papel fundamental en la Ingeniería Computacional. El lenguaje de programación más utilizado en la comunidad científica es Fortran. Recientemente, C++ y C han ganado popularidad frente a FORTRAN. Debido a la gran cantidad de código heredado en FORTRAN y a su sintaxis más sencilla, la comunidad de la informática científica ha tardado en adoptar completamente C++ como lengua franca. Debido a su forma tan natural de expresar los cálculos matemáticos y a sus capacidades de visualización incorporadas, el lenguaje/entorno propietario MATLAB también se utiliza mucho, sobre todo para el desarrollo rápido de aplicaciones y la verificación de modelos. Python, junto con bibliotecas externas (como NumPy, SciPy, Matplotlib), ha ganado cierta popularidad como alternativa gratuita a MATLAB.

## Aplicaciones

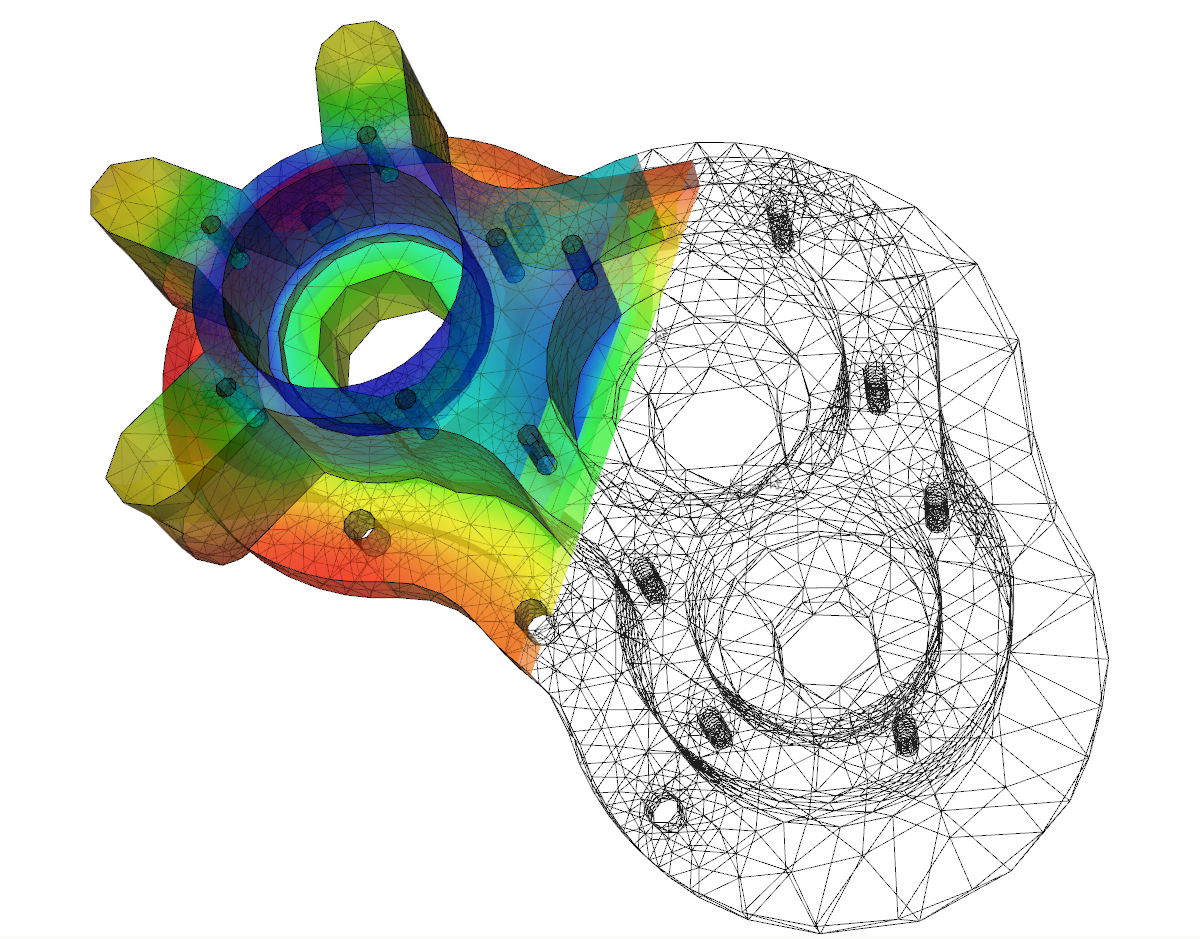
Una solución numérica a la ecuación del calor en un modelo de carcasa de bomba utilizando el método de elementos finitos.

La ingeniería computacional encuentra diversas aplicaciones, entre ellas en:
- Ingeniería aeroespacial e ingeniería mecánica: simulaciones de combustión, dinámica estructural, dinámica de fluidos computacional, termodinámica computacional, mecánica de sólidos computacional, simulación de colisiones de vehículos, biomecánica, cálculo de trayectorias de satélites...
- Sistemas astrofísicos
- Simulaciones de campos de batalla y juegos militares,[9] seguridad nacional, respuesta a emergencias
- Biología y medicina: simulaciones de plegamiento de proteínas (y otras macromoléculas), bioinformática, genómica, modelización neurológica computacional, modelización de sistemas biológicos (por ejemplo, sistemas ecológicos), ecografía 3D por TAC, imágenes por resonancia magnética, bionetworks moleculares, control del cáncer y las convulsiones
- Química: cálculo de estructuras y propiedades de compuestos químicos/moléculas y sólidos, química computacional/química informática, simulaciones de mecánica molecular, métodos químicos computacionales en física del estado sólido, transporte de contaminación química
- Ingeniería civil: análisis de elementos finitos, estructuras con cargas aleatorias, ingeniería de la construcción, sistemas de abastecimiento de agua, modelización de transporte/vehículos
- Ingeniería informática, ingeniería eléctrica y telecomunicaciones: integración a escala muy grande, electromagnetismo computacional, modelado de semiconductores, simulación de microelectrónica, infraestructuras energéticas, simulación de RF, redes
- Epidemiología: propagación de la gripe

- Ingeniería medioambiental y predicción meteorológica numérica: investigación climática, geofísica computacional (procesamiento sísmico), modelización de catástrofes naturales
- Finanzas: valoración de derivados, gestión de riesgos
- Ingeniería industrial: simulaciones de eventos discretos y Monte-Carlo (para sistemas logísticos y de fabricación, por ejemplo), redes de colas, optimización matemática
- Ciencia de los materiales: fabricación de vidrio, polímeros y cristales.
- Ingeniería nuclear: modelización de reactores nucleares, simulaciones de blindaje contra radiaciones y simulaciones de fusión.
- Ingeniería del petróleo: modelización de yacimientos petrolíferos, exploración de petróleo y gas
- Física: Física computacional de partículas, cálculo automático de la interacción o desintegración de partículas, modelización de plasmas, simulaciones cosmológicas
- Transporte